# Чемпионат мира по карате 1970
1-й чемпионат мира по карате прошёл с 10 по 13 октября 1970 года в Токио (Япония).

### Мужчины
| Категория              | Золото            | Серебро           | Бронза                |
| ---------------------- | ----------------- | ----------------- | --------------------- |
| Иппон                  | Коиджи Вада (JPN) | Джон Карнио (CAN) | Тонни Талленерс (USA) |
| Иппон                  | Коиджи Вада (JPN) | Джон Карнио (CAN) | Доминик Валера (FRA)  |
| Командные соревнования | Япония E          | Япония C          | Япония B              |

## Медальный зачет
| Место | Страна  | Золото | Серебро | Бронза | Всего |
| ----- | ------- | ------ | ------- | ------ | ----- |
| 1     | Япония  | 2      | 1       | 1      | 4     |
| 2     | Канада  | 0      | 1       | 0      | 1     |
| 3     | Франция | 0      | 0       | 1      | 1     |
| 3     | США     | 0      | 0       | 1      | 1     |
| Всего | Всего   | 2      | 2       | 3      | 7     |

## Участвующие страны
- Аргентина
- Австралия
- Австрия
- Бельгия
- Бруней
- Канада
- Чили
- Франция
- Великобритания
- Гватемала
- Гонконг
- Индонезия
- Израиль
- Италия
- Япония
- Мексика
- Новая Зеландия
- Филиппины
- Сингапур
- Республика Корея
- Сирия
- Таиланд
- Тринидад и Тобаго
- США
- ФРГ
- Югославия